# Megaselia quartobrevis
Megaselia quartobrevis är en tvåvingeart som beskrevs av Rudolf Beyer 1965. Megaselia quartobrevis ingår i släktet Megaselia och familjen puckelflugor. Inga underarter finns listade i Catalogue of Life.